# Le cronache di Narnia: Il viaggio del veliero (videogioco)
Le cronache di Narnia: Il viaggio del veliero (The Chronicles of Narnia: The Voyage of the Dawn Treader) è un videogioco per cellulare basato sull'omonimo film. Sviluppato da Fox Digital Entertainment, è uscito nel 2010.

## Trama
In questo gioco ci si deve dirigere verso l'isola di Acquedorate e verso la patria dei Dufflepuds. Nei panni del principe Caspian, di Edmund o di Lucy si affronteranno combattimenti con mostri marittimi e draghi.

## Modalità di gioco
Si può giocare nelle vesti di uno dei tre personaggi principali del film: Principe Caspian, Edmund Pevensie o Lucy Pevensie.